# Hugh O'Brian
Hugh O'Brian, pseudonimo di Hugh Charles Krampe (Rochester, 19 aprile 1925 – Beverly Hills, 5 settembre 2016), è stato un attore statunitense.

## Biografia
Nato a Rochester (New York) da Edith Krampe e Hugh John Krampe, ufficiale di carriera nel United States Marine Corps, frequentò la New Trier High School a Winnetka (Illinois) e più tardi la Kemper Military School di Boonville (Missouri), dove si distinse per le sue doti atletiche nel football, nel basket e nel wrestling. Entrato all'Università di Cincinnati, la lasciò dopo appena un semestre per arruolarsi – non ancora diciottenne – nel corpo dei Marines, con i quali combatté per quasi quattro anni come uno degli istruttori più giovani durante la seconda guerra mondiale.
Terminato il conflitto, O'Brian si trasferì a Los Angeles per continuare gli studi alla U.C.L.A.. Durante una recita teatrale venne notato dall'attrice e regista Ida Lupino, che lo scritturò per il ruolo di Len Randall in Never Fear (1949), da lei diretto per la Universal Pictures. Durante la prima metà degli anni cinquanta l'attore apparve in diversi film western e d'avventura come La valle della vendetta (1951), Il traditore di Forte Alamo (1953), Seminole (1953), in cui interpretò il guerriero indiano Kajeck, La lancia che uccide (1954) e La vergine della valle (1955), e commedie come Follie dell'anno (1954), con Marilyn Monroe.
Alla metà del decennio, dopo alcune brevi apparizioni televisive, O'Brian divenne una star del piccolo schermo grazie alla serie Le leggendarie imprese di Wyatt Earp, prestando la sua abilità di cavallerizzo, l'aitante figura e il volto severo al leggendario uomo di legge Wyatt Earp. Tra le serie di maggior successo della televisione americana, Le leggendarie imprese di Wyatt Earp andò in onda dal 1955 al 1961, per un totale di 224 episodi, regalando a O'Brian una grande notorietà presso il pubblico e consentendogli di partecipare ad altre celebri serie come Il virginiano (1962), L'ora di Hitchcock (1962), Perry Mason (1963).
Alla metà degli anni sessanta O'Brian riprese a frequentare i set cinematografici e partecipò a diverse pellicole, quali Appuntamento fra le nuvole (1963), Strani amori (1965) e Dieci piccoli indiani (1965), versione dell'omonimo romanzo di Agatha Christie diretta dal regista britannico George Pollock, in cui l'attore impersonò l'enigmatico Hugh Lombard. Tornato alla televisione verso la fine del decennio, O'Brian interpretò il ruolo di Hugh Lockwood nella serie Search (1972-1973), e apparve inoltre in Charlie's Angels (1976), Sulle strade della California (1973-1977) e Fantasilandia (1977-1982. Nel western Il pistolero (1976), ultima apparizione cinematografica di John Wayne, O'Brian impersonò Jack Pulford, l'ultimo dei personaggi uccisi da Wayne sul grande schermo.
Tra la fine degli anni settanta e l'inizio degli anni ottanta O'Brian diradò sensibilmente le proprie apparizioni. Tra i suoi ultimi ruoli, quello di Steiner in L'ultimo combattimento di Chen (1978), e quello di Mr. Granger in I gemelli (1988), uno dei donatori del DNA da cui hanno origine i gemelli protagonisti (Arnold Schwarzenegger e Danny DeVito). L'attore riprese inoltre il proprio storico ruolo di Wyatt Earp in due episodi della serie Paradise (1989), nel film televisivo The Gambler Returns: The Luck of the Draw (1991) e in Wyatt Earp - Ritorno al West (1994), una produzione cinematografica indipendente in cui vennero utilizzate alcune sequenze d'archivio della serie televisiva degli anni cinquanta.

## Vita privata
Scapolo impenitente (fra le sue labili conquiste, anche la principessa Soraya), Hugh O'Brian si sposò per la prima ed unica volta all'età di 81 anni, il 25 giugno 2006, con l'insegnante Virginia Barber, alla quale era legato da anni.
L'attore ha dedicato gran parte della propria esistenza alla Hugh O'Brian Youth Leadership (HOBY), un'istituzione no-profit nata nel 1958 dopo una visita in Africa compiuta con il dottor Albert Schweitzer, e creata con l'obiettivo di promuovere le potenzialità e le risorse individuali degli studenti e dei giovani alla ricerca della propria strada nella vita e al raggiungimento dei propri obiettivi.

## Filmografia

### Cinema
- La volpe rossa (Kidnapped), regia di William Beaudine (1948) (non accreditato)
- Never Fear, regia di Ida Lupino (1949)
- Due ore ancora (D.O.A.), regia di Rudolph Maté (1950) (non accreditato)
- RX-M Destinazione Luna (Rocketship X-M), regia di Kurt Neumann (1950)
- Beyond the Purple Hills, regia di John English (1950)
- Nessuno deve amarti (The Return of Jesse James), regia di Arthur Hilton (1950)
- La valle della vendetta (Vengeance Valley), regia di Richard Thorpe (1951)
- Buckaroo Sheriff of Texas, regia di Philip Ford (1951)
- La legge del mare (Fighting Coast Guard), regia di Joseph Kane (1951)
- La trappola degli indiani (Little Big Horn), regia di Charles Marquis Warren (1951)
- Voglia di vita (On the Loose), regia di Charles Lederer (1951)
- Non cedo alla violenza (Cave of Outlaws), regia di William Castle (1951)
- L'ultimo fuorilegge (The Cimarron Kid), regia di Budd Boetticher (1952)
- Kociss, l'eroe indiano (The Battle at Apache Pass), regia di George Sherman (1952)
- L'autocolonna rossa (Red Ball Express), regia di Budd Boetticher (1952)
- Sally e i parenti picchiatelli (Sally and Saint Anne), regia di Rudolph Maté (1952)
- Il figlio di Alì Babà (Son of Ali Baba), regia di Kurt Neumann (1952)
- Il pirata yankee (Yankee Buccaneer), regia di Frederick de Cordova (1952) (non accreditato)
- La grande sparatoria (The Raiders), regia di Lesley Selander (1952)
- Incontriamoci alla fiera (Meet Me at the Fair), regia di Douglas Sirk (1953)
- Il diario di un condannato (The Lawless Breed), regia di Raoul Walsh (1953)
- Seminole, regia di Budd Boetticher (1953)
- Il traditore di Forte Alamo (The Man from the Alamo), regia di Budd Boetticher (1953)
- L'ultimo dei comanches (The Stand at Apache River), regia di Lee Sholem (1953)
- Il comandante del Flying Moon (Back to God's Country), regia di Joseph Pevney (1953)
- Il figlio di Kociss (Taza, Son of Cochise), regia di Douglas Sirk (1954) (voce, non accreditato)
- Le giubbe rosse del Saskatchewan (Saskatchewan), regia di Raoul Walsh (1954)
- Fireman Save My Child, regia di Leslie Goodwins (1954)
- Al di là del fiume (Drums Across the River), regia di Nathan Juran (1954)
- La lancia che uccide (Broken Lance), regia di Edward Dmytryk (1954)
- Follie dell'anno (There's No Business Like Show Business), regia di Walter Lang (1954)
- La vergine della valle (White Feather), regia di Robert D. Webb (1955)
- La freccia sulla croce (The Twinkle in God's Eye), regia di George Blair (1955)
- Sfida al tramonto (The Brass Legend), regia di Gerd Oswald (1956)
- Duello a Forte Smith (The Fiend Who Walked the West), regia di Gordon Douglas (1958)
- Arriva Jesse James (Alias Jesse James), regia di Norman Z. McLeod (1959) (non accreditato)
- Appuntamento fra le nuvole (Come Fly with Me), regia di Henry Levin (1963)
- Strani amori (Love Has Many Faces), regia di Alexander Singer (1965)
- Prima vittoria (In Harm's Way), regia di Otto Preminger (1965) (non accreditato)
- Assassinio made in Italy, regia di Silvio Amadio (1965)
- Dieci piccoli indiani (Ten Little Indians), regia di George Pollock (1965)
- Marines: sangue e gloria (Ambush Bay), regia di Ron Winston (1966)
- Cowboy in Africa (Africa: Texas Style), regia di Andrew Marton (1967)
- Strategy of Terror, regia di Jack Smight (1969)
- Killer Commando - Per un pugno di diamanti (Killer Force), regia di Val Guest (1976)
- Il pistolero (The Shootist), regia di Don Siegel (1976)
- L'ultimo combattimento di Chen (Game of Death), regia di Robert Clouse (1978)
- Galeotti sul pianeta Terra (Doin' Time on Planet Earth), regia di Charles Matthau (1988)
- I gemelli (Twins), regia di Ivan Reitman (1988)
- Wyatt Earp - Ritorno al West (Wyatt Earp: Return to Tombstone), regia di Paul Landres e Frank McDonald (1994)

### Televisione
- Oboler Comedy Theatre – serie TV, 1 episodio (1949)
- Royal Playhouse (Fireside Theater) – serie TV, 4 episodi (1950-1951)
- Studio 57 – serie TV, 2 episodi (1954-1955)
- Letter to Loretta – serie TV, 4 episodi (1954-1955)
- The Millionaire – serie TV, 1 episodio (1955)
- Stage 7 – serie TV, episodio 1x15 (1955)
- Damon Runyon Theater – serie TV, episodio 1x16 (1955)
- Celebrity Playhouse – serie TV, episodio 1x05 (1955)
- Make Room for Daddy – serie TV, 1 episodio (1956)
- The Star and the Story – serie TV, episodio 2x09 (1956)
- Matinee Theatre – serie TV, 1 episodio (1956)
- The Ford Television Theatre – serie TV, 1 episodio (1957)
- The Christophers – serie TV, 1 episodio (1957)
- Date with the Angels – serie TV, 1 episodio (1957)
- Playhouse 90 – serie TV, 2 episodi (1957-1958)
- Westinghouse Desilu Playhouse – serie TV, episodi 1x18-2x10-2x13 (1959-1960)
- General Electric Theater – serie TV, episodio 9x07 (1960)
- Sunday Showcase – serie TV, 1 episodio (1961)
- Play of the Week – serie TV, 1 episodio (1961)
- Le leggendarie imprese di Wyatt Earp (The Life and Legend of Wyatt Earp) – serie TV, 224 episodi (1955-1961)
- The Dick Powell Show – serie TV, episodio 1x10 (1961)
- Theatre '62 – serie TV, 1 episodio (1962)
- Fred Astaire (Alcoa Premiere) – serie TV, 1 episodio (1962)
- Il virginiano (The Virginian) – serie TV, episodio 1x01 (1962)
- L'ora di Hitchcock (The Alfred Hitchcock Hour) – serie TV, episodio 1x11 (1962)
- Perry Mason – serie TV, 1 episodio (1963)
- The Greatest Show on Earth – serie TV, episodio 1x05 (1963)
- Vacation Playhouse – serie TV, episodio 2x08 (1964)
- The Crisis – serie TV, 2 episodi (1965)
- Polvere di stelle (Bob Hope Presents the Crysler Theatre) – serie TV, 2 episodi (1964-1965)
- The Red Skelton Show – serie TV, 1 episodio (1965)
- Preview Tonight – serie TV, 1 episodio (1966)
- Search – serie TV, 22 episodi (1972-1973)
- Good Heavens – serie TV, 1 episodio (1976)
- Charlie's Angels – serie TV, episodio 1x08 (1976)
- Sulle strade della California (Police Story) – serie TV, 3 episodi (1973-1977)
- I grandi eroi della Bibbia (Greatest Heroes of the Bible) – serie TV, 1 episodio (1978)
- Fantasilandia (Fantasy Island) – serie TV, 5 episodi (1977-1982)
- Love Boat (The Love Boat) – serie TV, 1 episodio (1982)
- Matt Houston – serie TV, 1 episodio (1982)
- Paradise – serie TV, 2 episodi (1989)
- La signora in giallo (Murder, She Wrote) – serie TV, episodio 7x06 (1990)
- L.A. Law - Avvocati a Los Angeles (L.A. Law) – serie TV, 1 episodio (1993)
- Il richiamo della foresta (Call of the Wild) – serie TV, 2 episodi (2000)

## Doppiatori italiani
- Augusto Marcacci ne L'ultimo fuorilegge, Il comandante del Flyng Moon, L'autocolonna rossa, Il figlio di Alì Babà
- Pino Locchi in Al di là del fiume, Follie dell'anno, I gemelli
- Giuseppe Rinaldi ne Il traditore di Forte Alamo, Strani amori
- Sergio Rossi in Dieci piccoli indiani, Charlie's Angels
- Gianfranco Bellini in RX-M Destinazione Luna
- Mario Pisu in Seminole
- Emilio Cigoli ne Le giubbe rosse del Saskatchewan
- Sergio Tedesco ne La lancia che uccide
- Aldo Giuffré ne La freccia sulla croce
- Renato Turi in Duello a Forte Smith
- Ferruccio Amendola in Sally e i parenti picchiatelli
- Sergio Graziani in Appuntamento fra le nuvole
- Michele Kalamera in Killer Commando - Per un pugno di diamanti
- Osvaldo Ruggieri ne L'ultimo combattimento di Chen
- Rino Bolognesi ne La signora in giallo